# Dorothy Lawrence
Dorothy Lawrence (Hendon, 4 oktober 1896 - Barnet, 4 oktober 1964) was een Engelse journaliste, die zich voordeed als infanterist om tijdens de Eerste Wereldoorlog verslag uit te kunnen brengen vanaf de frontlinie. Ze slaagde erin een uniform en een valse identiteit als soldaat in het Leicestershire Regiment te bemachtigen. Maar het leven in de loopgraven had invloed op haar gezondheid en daardoor werd haar ware geslacht ontdekt. Aangezien men haar ervan verdacht een spion te zijn, die beschikte over gevoelige informatie over het op handen zijnde Artois-Loosoffensief, hield men haar tot aan het einde van deze veldslag onder arrest. Vervolgens werd zij naar huis gestuurd, onder de strikte voorwaarde dat zij niet over haar ervaringen zou publiceren. Ze kreeg psychische problemen en stierf jaren later in een psychiatrische inrichting. 

## Jeugd
Dorothy Lawrence werd geboren in Hendon, Middlesex; wie haar ouders waren is onbekend. Waarschijnlijk was zij een onwettig kind. Als baby is ze geadopteerd door een ~kerkvoogd van de Church of England.
Er bestaat overigens enige discrepantie over haar afkomst. In het Oxford Dictionary of National Biography (dat op het moment van publicatie in 2004 geen details over haar leven na 1919 vermeldde) staat genoteerd dat Lawrence werd geboren op 4 oktober 1896 in Polesworth, Warwickshire en de tweede dochter was van Thomas Hartshorn Lawrence en Mary Jane Beddall.

## Oorlogscorrespondent
Dorothy Lawrence wilde journaliste worden en  kreeg enkele van haar artikelen gepubliceerd in The Times. Bij het uitbreken van de oorlog schreef ze een aantal Fleet Street-kranten aan, in de hoop verslag te mogen gaan doen van de oorlog. 
Terwijl ze in 1915 naar Frankrijk afreisde, bood ze zich als vrijwilliger aan voor het Voluntary Aid Detachment (Detachement Vrijwillige Hulp), maar zij werd afgewezen. Ze besloot om via de Franse sector het oorlogsgebied binnen te gaan als freelance oorlogscorrespondent. In Senlis werd zij door de Franse politie gearresteerd, zo’n 3 km van de frontlinie vandaan en kreeg het bevel te vertrekken. Die nacht bracht ze door in een hooiberg in een bos. Vervolgens keerde zij terug naar Parijs, waar ze tot de conclusie kwam dat ze alleen vermomd de informatie kon verkrijgen die nodig was voor het verhaal dat zij wilde schrijven:
Ik zal zien wat een gewone Engelse meid zonder credits of geld kan bereiken.

### Transformatie

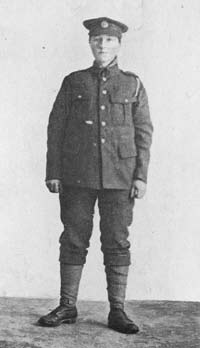
Lawrence in 1915, stiekem poserend als soldaat van de BEF

Ze raakte in een Parijs café bevriend met twee Britse soldaten en haalde hen over om voor haar stukje voor stukje een kaki uniform bij elkaar te smokkelen uit hun eigen plunje; uiteindelijk deed hier tien man aan mee, die zij later in haar boek aanduidde als de "Kaki-handlangers". Daarna begon ze te oefenen om zichzelf in een mannelijke soldaat te veranderen. Zij gebruikte daarbij een zelfgemaakt korset om haar figuur af te vlakken, vulde de schouderpartijen op met watten en haalde twee Schotse agenten van de militaire politie over om haar lange, bruine haar af te knippen en in militaire stijl te modelleren. Zij kleurde zelf haar teint met Condy's Fluid, een ontsmettingsmiddel gemaakt van kaliumpermanganaat. Haar wangen schoor ze in de hoop zichzelf een scheeruitslag te bezorgen. Tot slot voegde ze daar een schoenpoets-kleurtje aan toe. Vervolgens verzocht zij haar nieuwe vrienden, om haar te leren boren en marcheren.
Met een dekenjas aan en zonder ondergoed, zodat de andere soldaten haar petticoat niet zouden ontdekken, wist ze vervalste identiteitspapieren te verkrijgen als soldaat Denis Smith van het 1e Bataljon van het Leicestershire Regiment. Daarmee liep ze door naar de frontlinies.

### Frontlinie
Haar doel was de Britse sector in de Somme en zij ging er op de fiets naartoe. Op weg naar Albert, Somme, ontmoette ze de mijnwerker Tom Dunn uit Lancashire die een tunnelgravende sappeur bij de Britse Expeditionary Force (BEF) was. Hij bood aan om haar te helpen. Om haar veiligheid als enige vrouw tussen soldaten die vrouwelijk gezelschap ontbeerden enigszins te kunnen garanderen, zocht en vond Dunn voor Lawrence een verlaten huisje in het Forêt de Senlis om in te slapen. Gedurende de tijd dat zij zich in de frontlinie bevond, ging ze daar elke nacht op een vochtig matras slapen. Dunn en zijn collega's verzamelden wat zij uit hun eigen rantsoenen konden missen om haar mee te voeden.
In het boek dat zij hierover schreef, noteerde Dorothy Lawrence dat Dunn werk voor haar vond als sappeur bij de 179 Tunneling Company, 51th Division, Royal Engineers, een compagnie gespecialiseerd in mijnen leggen, die opereerde binnen 400m van de frontlinie. Lawrence schrijft dat ze betrokken was bij het graven van tunnels. Maar later bewijs en correspondentie uit de tijd nadat haar identiteit bekend werd bij de Britse legerautoriteiten, waaronder stukken uit de dossiers van generaal Sir Walter St. George Kirke van de geheime dienst van de BEF, doen veronderstellen dat zij dit uitermate specialistische graafwerk niet heeft uitgevoerd, maar vrij was om in de loopgraven te werken.
De zwaarte van het werk en van het verbergen van haar ware identiteit, bezorgde haar al snel rillingen en reuma, later gevolgd door regelmatig flauwvallen. Ze begon zich er zorgen over te maken dat als ze medische hulp nodig zou hebben, haar ware geslacht zou worden ontdekt en de mannen die met haar bevriend waren geraakt, gevaar zouden lopen. Daarom meldde zij zich na 10 dagen dienst bij haar leidinggevende sergeant, die haar onmiddellijk onder militair arrest plaatste.

### Terugkeer naar Engeland
Lawrence werd naar het BEF-hoofdkwartier gebracht en door een kolonel ondervraagd alsof zij een spion was. Die bestempelde haar tot krijgsgevangene. Daarvandaan bracht men haar te paard over de akkers en door de velden naar het hoofdkwartier van het Derde Leger in Calais. Zes generaals en ongeveer twintig andere functionarissen ondervroegen haar. Omdat zij niet bekend was met de term kampvolger (waarvan een betekenis "prostituee" is), leidden deze gesprekken regelmatig tot verwarring. Later zei ze: "We praatten gestaag langs elkaar op. Van mijn kant was ik niet op de hoogte gebracht van wat de term betekende en van hun kant vervolgden zij hun ondervragingen zonder te beseffen dat ik hierover onwetend bleef! Dus vaak leek ik leugens te vertellen."
Vanuit Calais werd ze naar Sint-Omaars gebracht en verder verhoord. Het leger schaamde zich ervoor dat een vrouw door de beveiliging had kunnen breken en vreesde dat meer vrouwen tijdens de oorlog zich als man zouden gaan voordoen, indien haar verhaal bekend zou worden. Op bevel van een argwanende rechter, die bang was dat Lawrence gevoelige informatie zou kunnen prijsgeven, moest zij in Frankrijk blijven tot na het Artois-Loosoffensief. Gehouden aan de Conventie van Bon Pasteur dwong men haar tevens om te zweren niet over haar ervaringen te schrijven. Zij tekende in dat kader ook een affidavit (geschreven eed), anders zou ze naar de gevangenis worden gestuurd. Toen Lawrence naar Londen werd teruggestuurd, voer zij met dezelfde veerboot over Het Kanaal als Emmeline Pankhurst, die haar uitnodigde om te komen spreken op een bijeenkomst van suffragettes.
Eenmaal terug in Londen probeerde Dorothy Lawrence over haar ervaringen te schrijven voor het Londense geïllustreerde maandblad The Wide World Magazine, maar in opdracht van het War Office (ministerie van Oorlog) moest zij van haar eerste boek afzien. Het ministerie rakelde daartoe de Defence of the Realm Act uit 1914 op om haar het zwijgen op te leggen. Later zei ze:
Door die belofte te doen offerde ik de kans op om met krantenartikelen over deze escapade mijn brood te verdienen, als een meisje gedreven om zelf in haar levensonderhoud te voorzien.

## Latere leven
In 1919 verhuisde Dorothy Lawrence naar Canonbury, Islington, en publiceerde een verslag van haar oorlogservaringen onder de titel Sapper Dorothy Lawrence: The Only English Woman Soldier. Hoewel dit werk in Engeland, Amerika en Australië goed ontvangen was, werd het zwaar gecensureerd door het War Office. En in een wereld die vooruit wilde kijken, ontpopte het zich niet tot het commerciële succes dat Lawrence zich had gewenst.

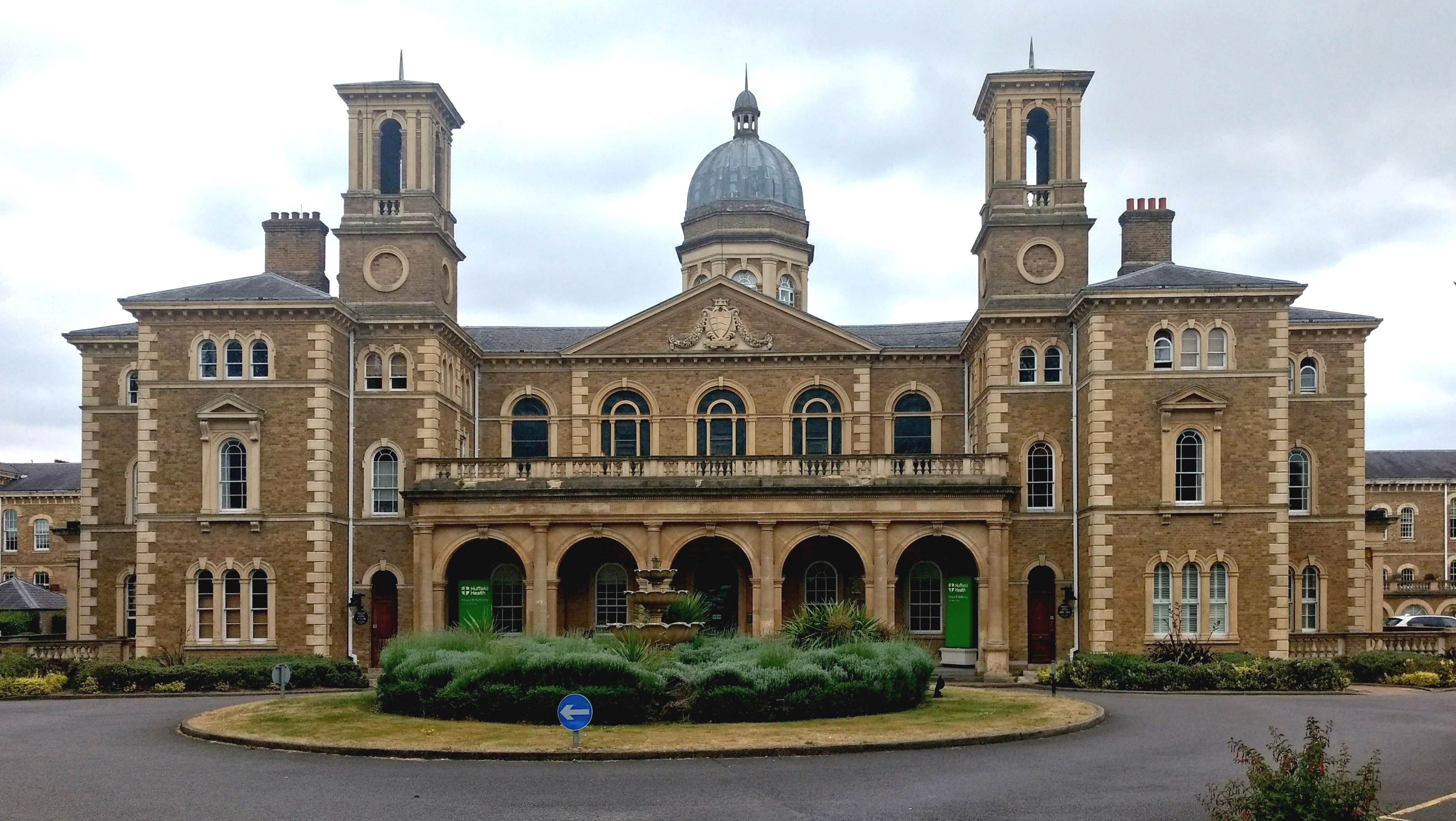
Colney Hatch Lunatic Asylum
(later Friern Hospital)

Toen zij in 1925 zonder inkomsten zat en geen reputatie als journalist had kunnen opbouwen, werd haar steeds grilligere gedrag onder de aandacht van de autoriteiten gebracht. Nadat ze een arts had toevertrouwd dat ze in haar tienerjaren door haar ~kerkvoogd was verkracht en omdat zij geen familie had om voor haar te zorgen, werd ze geïnstitutionaliseerd en later krankzinnig verklaard. In maart 1925 vertrouwde men haar toe aan de zorgen van de psychiatrische inrichting London County Mental Hospital in Hanwell en later is zij opgenomen in het instituut Colney Hatch Lunatic Asylum in Friern Barnet, in het noorden van Londen.
Dorothy Lawrence stierf in 1964 in het toenmalige Friern Hospital. Zij werd begraven in een gemeentegraf op de New Southgate Cemetery; waar dit zich bevindt, is niet meer duidelijk.

## Nalatenschap

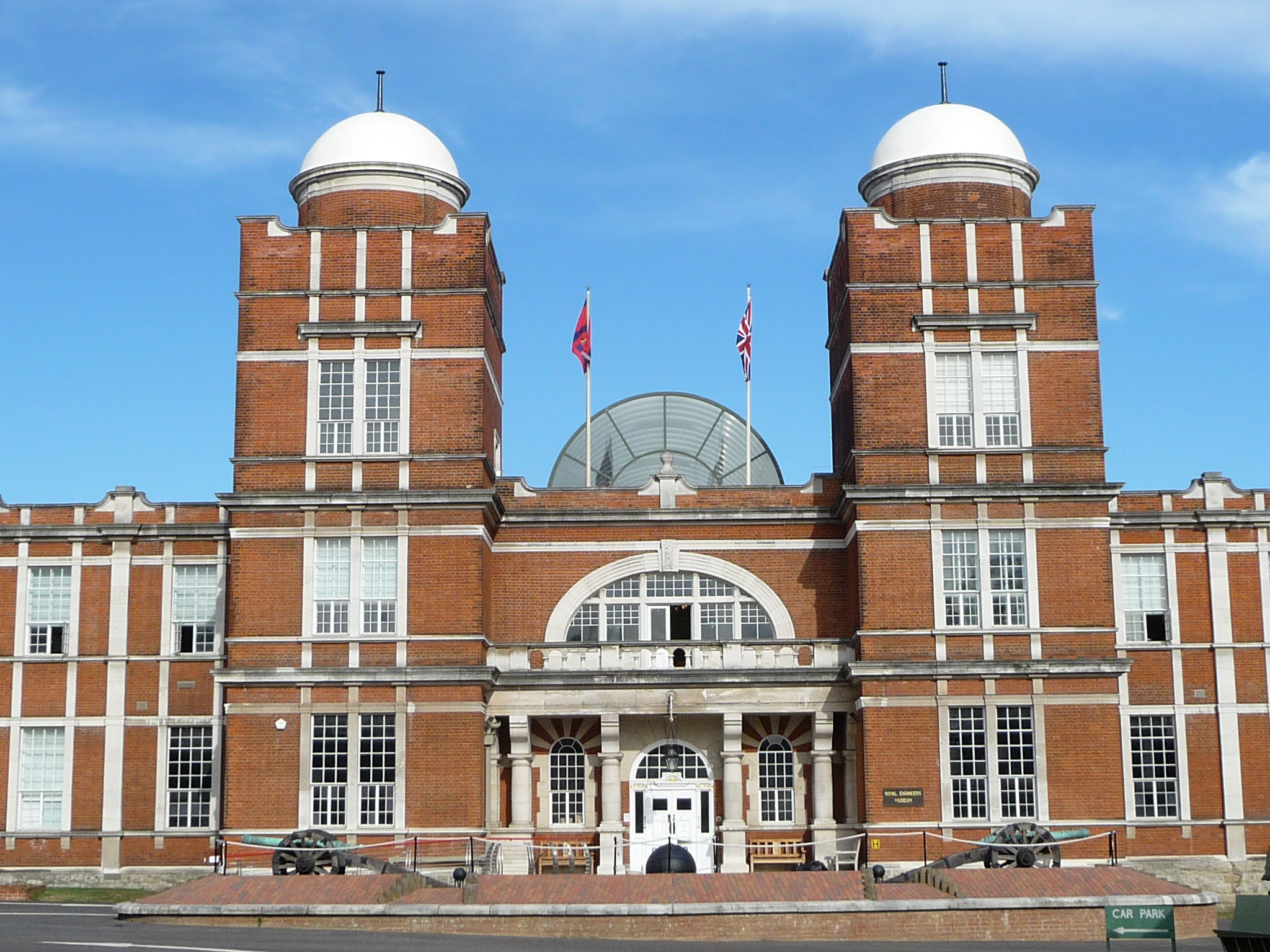
Royal Engineers Museum

In 2003 vond Richard Bennett – de kleinzoon van Richard Samson Bennett, een van de soldaten die Dorothy Lawrence in Frankrijk hadden geholpen – een notitie over haar in de correspondentiedossiers van het Royal Engineers Museum in Chatham, Kent. Bij nader onderzoek vond historicus Raphael Stipic uit East Sussex een brief over Lawrence die was geschreven door Sir Walter Kirke. Naar aanleiding hiervan vond militair historicus Simon Jones vervolgens een exemplaar van het boek van Lawrence in dit museum. Hij begon aantekeningen te verzamelen om een biografie over haar te schrijven.
Haar verhaal werd later onderdeel van een tentoonstelling in het Imperial War Museum over vrouwen in oorlogen. Jones ontdekte dat de verkrachtingsbeschuldigingen die Lawrence had geuit steekhoudend genoeg waren geweest om te worden opgenomen in haar medisch dossier, dat in de London Metropolitan Archives wordt bewaard, maar niet algemeen toegankelijk is.
- Gemeinsame Normdatei: 1190134160
- Virtual International Authority File: 1053156317451502350004